# Грб Савезне Републике Југославије
Грб Савезне Републике Југославије је био званични грб државне федерације Савезне Републике Југославије у периоду (1993—2003) и Србије и Црне Горе у периоду (2003—2006).
Овај грб је усвојен 22. октобра 1993. и у опису овог грба се каже: Грб Савезне Републике Југославије је црвени штит на коме је двоглави сребрни орао златних кљунова и језика, златних ногу и канџи. На грудима орла је штит квадриран пољима Републике Србије и Републике Црне Горе, и то у првом и четвртом квартиру на црвеном пољу сребрни крст између четири сребрна оцила, а у другом и трећем квартиру на црвеном пољу лав у пролазу златног језика и канџи.
Како чланице федерације нису у потпуности прилагодиле своје грбове овом, касније се у објашњењу грба наводила квалификација да је мањи штит састављен од историјских грбова Србије и Црне Горе.
Ово решење грба предложило је Српско хералдичко друштво Бели орао, а графички га је обликовао Богдан Кршић.
Након формирања Државне заједнице Србије и Црне Горе, фебруара 2003, у очекивању одлуке о изгледу заставе државне заједнице, грб и застава СРЈ остали су у привременој службеној употреби које је трајало до њеног распуштања 3. јуна 2006. године.

## Галерија
- Пасош 
 СР Југославије
- Амблем 
Војске Југославије
- Грб Србије 1990–2004
- Грб Црне Горе 
1992–2004
- Стандарта
 председника СР Југославије